# قائمة أقران ملوك هولندا
قرين هولندا هو شخص يتزوج من العاهل الهولندي أثناء توليه الحكم. وكل زوجات ملوك هولندا حملن لقب «ملكة الأراضي المنخفضة» مقترناً بكلمة جلالة. والأزواج الرجال للملكات الثلاث الحاكمات حملوا لقب «أمير هولندا» مقترناً بكلمة سمو الأمير. وكان لقب زوجة بونابرت ملك هولندا ملكة هولندا مقترناً بكلمة جلالة. الأقران الذين تلوا سموا باسم ملوك هولاند بين 1806 و 1810. والأراضي المنخفضة منذ 1813:

## قرينات ملوك هولندا
| الصورة | الاسم              | الأب                         | الأم             | الميلاد       | الزواج       | أصبحت قرينة                     | توقفت عن اللقب                    | الوفاة        | الزوج        |
| ------ | ------------------ | ---------------------------- | ---------------- | ------------- | ------------ | ------------------------------- | --------------------------------- | ------------- | ------------ |
|        | أورتينس دي بوارنيه | ألكسندر دي بوارنيه (بوهرنيه) | جوزفين (بوهرنيه) | 10 أبريل 1783 | 4 يناير 1802 | 5 يونيو 1806 اعتلاء الزوج للعرش | 1 يوليو 1810 تنازل الزوج عن العرش | 5 أكتوبر 1837 | لويس بونابرت |

## أقران ملوك هولندا
| الصورة | الاسم                  | الأب                                                      | الميلاد        | الزواج         | أصبحت قرينة                       | توقفت عن اللقب                      | الوفاة         | زوجة                   |
| ------ | ---------------------- | --------------------------------------------------------- | -------------- | -------------- | --------------------------------- | ----------------------------------- | -------------- | ---------------------- |
|        | فيلهيلمينا من بروسيا   | فريدرش فيلهلم الثاني ملك بروسيا (آل هوهنتسولرن)           | 18 نوفمبر 1774 | 1 أكتوبر 1791  | 6 ديسمبر 1813 اعتلاء الزوج العرش  | 12 أكتوبر 1837                      | 12 أكتوبر 1837 | فيلم الأول             |
|        | آنا بافلوفنا من روسيا  | بافل الأول (رومانوف)                                      | 18 يناير 1795  | 21 فبراير 1816 | 7 أكتوبر 1840 اعتلاء الزوج العرش  | 7 مارس 1849 وفاة الزوج              | 1 مارس 1865    | فيلم الثاني            |
|        | صوفي من فورتمبيرغ      | فيلهلم الأول (آل فورتمبيرغ)                               | 17 يونيو 1818  | 18 يونيو 1839  | 7 مارس 1849 اعتلاء الزوج العرش    | 3 يونيو 1877                        | 3 يونيو 1877   | فيلم الثالث ملك هولندا |
|        | إيما من فالدك وبيرمونت | جورج فيكتور أمير فالدك وبيرمونت (فالدك)                   | 2 أغسطس 1858   | 7 يناير 1879   | 7 يناير 1879                      | 23 نوفمبر 1890 وفاة الزوج           | 20 مارس 1934   | فيلم الثالث ملك هولندا |
|        | هنري مكلنبورغ شفيرين   | فريدريك فرانسيس الثاني، دوق مكلنبورغ شفيرين (آل مكلنبورغ) | 19 أبريل 1876  | 7 فبراير 1901  | 7 فبراير 1901                     | 3 يوليو 1934                        | 3 يوليو 1934   | فيلهلمينا ملكة هولندا  |
|        | برنهارد أمير هولندا    | الأمير برنارد (ليبي)                                      | 29 يونيو 1911  | 8 سبتمبر 1936  | 6 سبتمبر 1948 اعتلاء الزوجة العرش | 30 أبريل 1980 تنازل الزوجة عن العرش | 1 ديسمبر 2004  | يوليانا ملكة هولندا    |
|        | كلاوس من هولندا        | كلاوس فيليكس فون أمسبيرج (أمسبيرج)                        | 6 سبتمبر 1926  | 10 مارس 1966   | 30 أبريل 1980 اعتلاء الزوجة العرش | 6 أكتوبر 2002                       | 6 أكتوبر 2002  | بياتريكس               |
|        | ماكسيما زوريجويتا      | خورخي زوريغويتا                                           | 17 مايو 1971   | 2 فبراير 2002  | 30 أبريل 2013 اعتلاء الزوج العرش  |                                     |                | فيليم الكسندر          |